# Urška Klakočar Zupančič
Urška Klakočar Zupančič, née le 19 juin 1977, est une juriste et une femme politique slovène.

## Biographie
Elle naît le 19 Juin 1977 à Sevnica. Elle est juge de profession.

## Parcours politique
Elle est membre et vice-présidente du parti politique du Mouvement pour la liberté. Lors des élections législatives slovènes de 2022, elle a été élue à l'Assemblée nationale. Le 13 mai 2022, elle a été élue présidente de l'Assemblée nationale, elle est devenue la première femme à occuper ce poste.